# Templo Tianning (Changzhou)

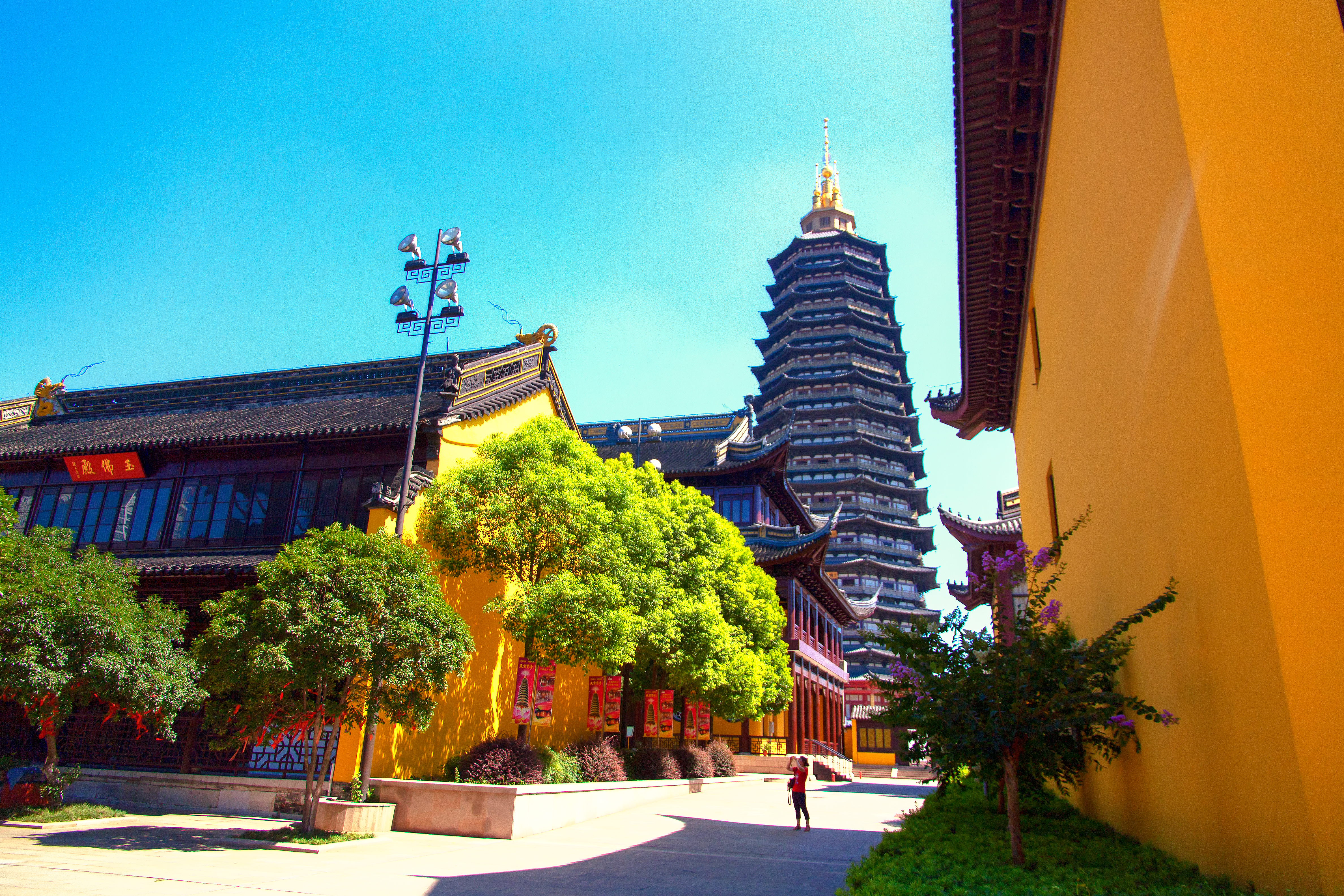
El Templo Tianning con su pagoda

El Templo Tianning (en chino tradicional, 天寧寺; en chino simplificado, 天宁寺; pinyin, Tiānníng Sì), situado en Changzhou, provincia de Jiangsu, China, destaca por su gran pagoda de madera, la Pagoda Tianning (天宁宝塔/天寧宝塔). Su construcción comenzó en abril de 2002, y la ceremonia de apertura tuvo lugar el 30 de abril de 2007, en la que se reunieron cientos de monjes budistas. Con trece plantas y 153,79 m de altura, es la pagoda más alta del mundo y la estructura de madera más alta del mundo, superando a la anterior pagoda más alta de China, la Pagoda Liaodi, construida en 1055 con 84 m de altura. Aunque la pagoda actual fue construida en abril de 2007, los terrenos del templo y la pagoda tienen una historia de construcción y destrucción de 1350 años, desde la época de la Dinastía Tang (618–907). La construcción de la pagoda fue propuesta por la Asociación Budista de China en 2001. Sin embargo, las donaciones de dinero para la construcción fueron un esfuerzo internacional. Líderes de 108 asociaciones y templos budistas de todo el mundo asistieron a la ceremonia de apertura del templo.
El 25 de mayo de 2006 se incendiaron las plantas más bajas de la pagoda, pero no hubo daños permanentes.

## Descripción
Los terrenos del Templo Tianning ocupan 27 000 m². Terminada con 68 038 kg de oro y bronce para los tejados, decoraciones de bronce y jade, y madera importada de Birmania y Papúa Nueva Guinea, el coste total de su construcción fue de unos 300 millones de yuanes (US$ 38,5 millones). La planta superior de la pagoda contiene un chapitel de oro y una gran campana de bronce que pesa 30 000 kg.

## Importancia religiosa
Sobre la finalización de la nueva pagoda en el Templo Tianning, el alcalde de Changzhou, Wang Weicheng, relacionó explícitamente el desarrollo económico de la ciudad con el desarrollo de las religiones de China. Después del final de la persecución religiosa tras la turbulenta Revolución Cultural (1966–1976), el Partido Comunista de China relajó su control sobre la religión, especialmente el budismo chino, que tiene unos 100 millones de devotos en la República Popular China. El abad del Templo Tianning, Kuo Hui, dijo que, como otras religiones, el budismo defiende la paz y la armonía, ideas que pueden ser beneficiosas para la sociedad china. También afirmó que se reconstruyó la pagoda para "heredar las buenas tradiciones del budismo y honrar a Buda." La pagoda está dedicada al Budismo Chan chino.

## Galería de imágenes

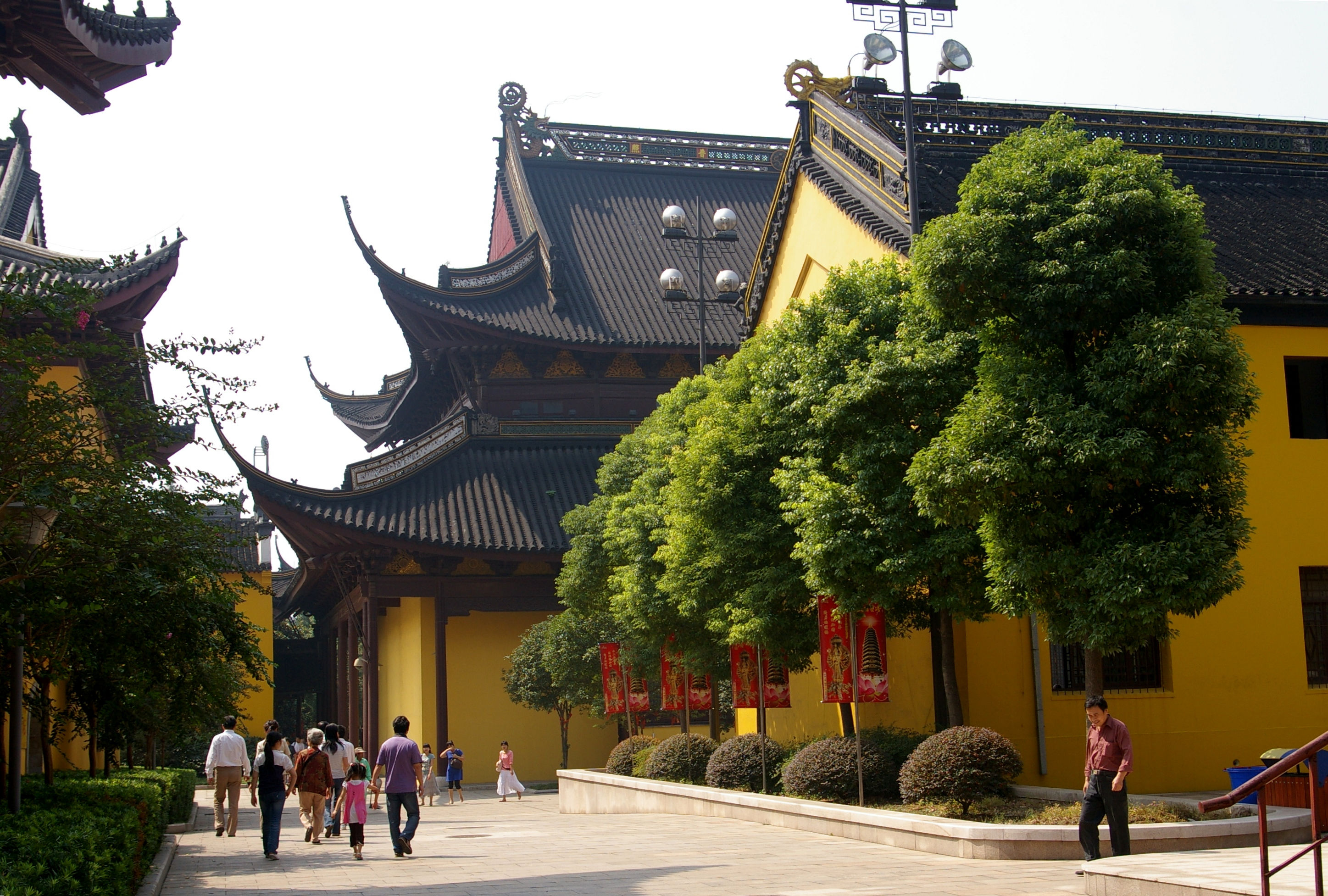
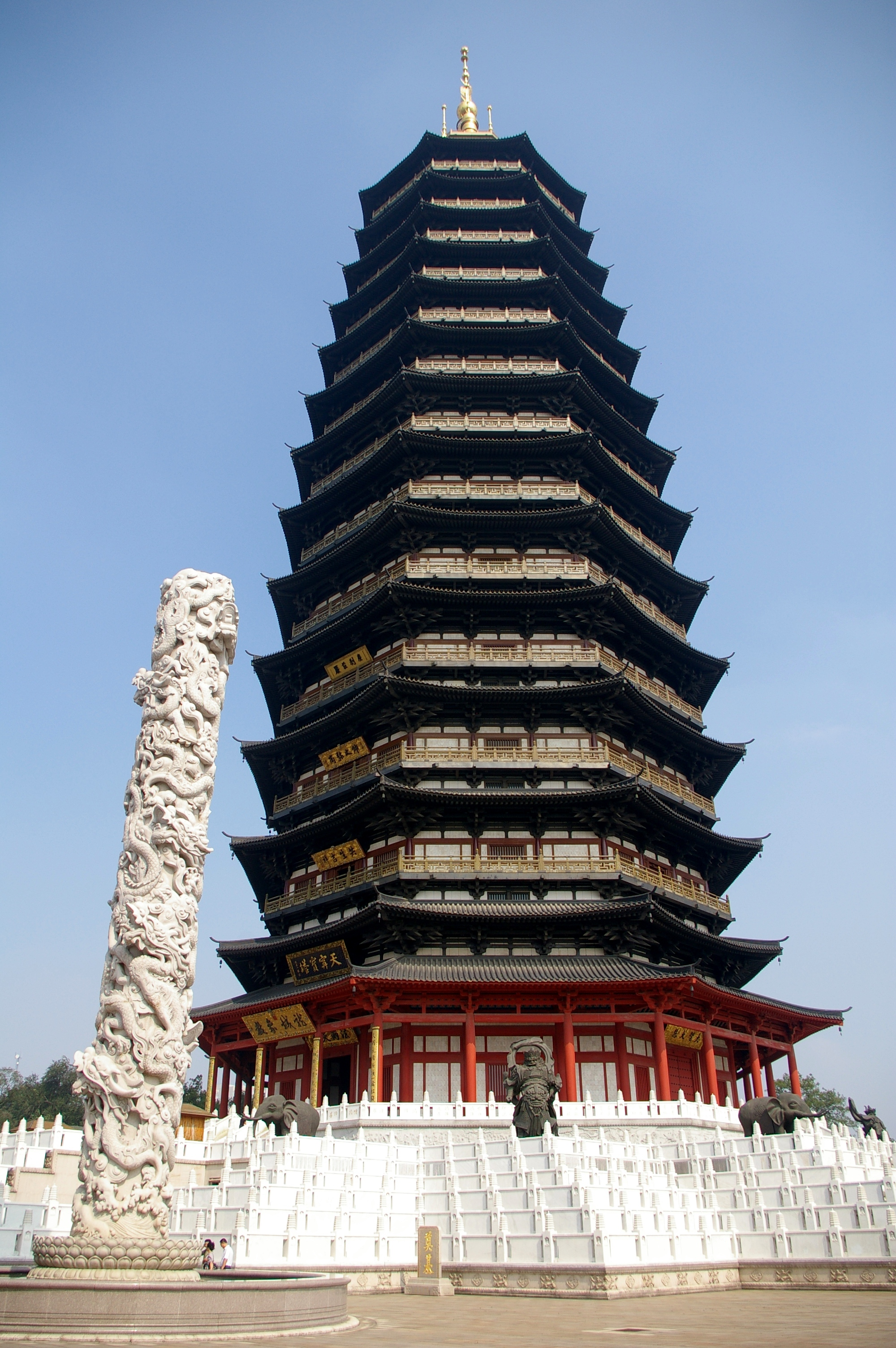
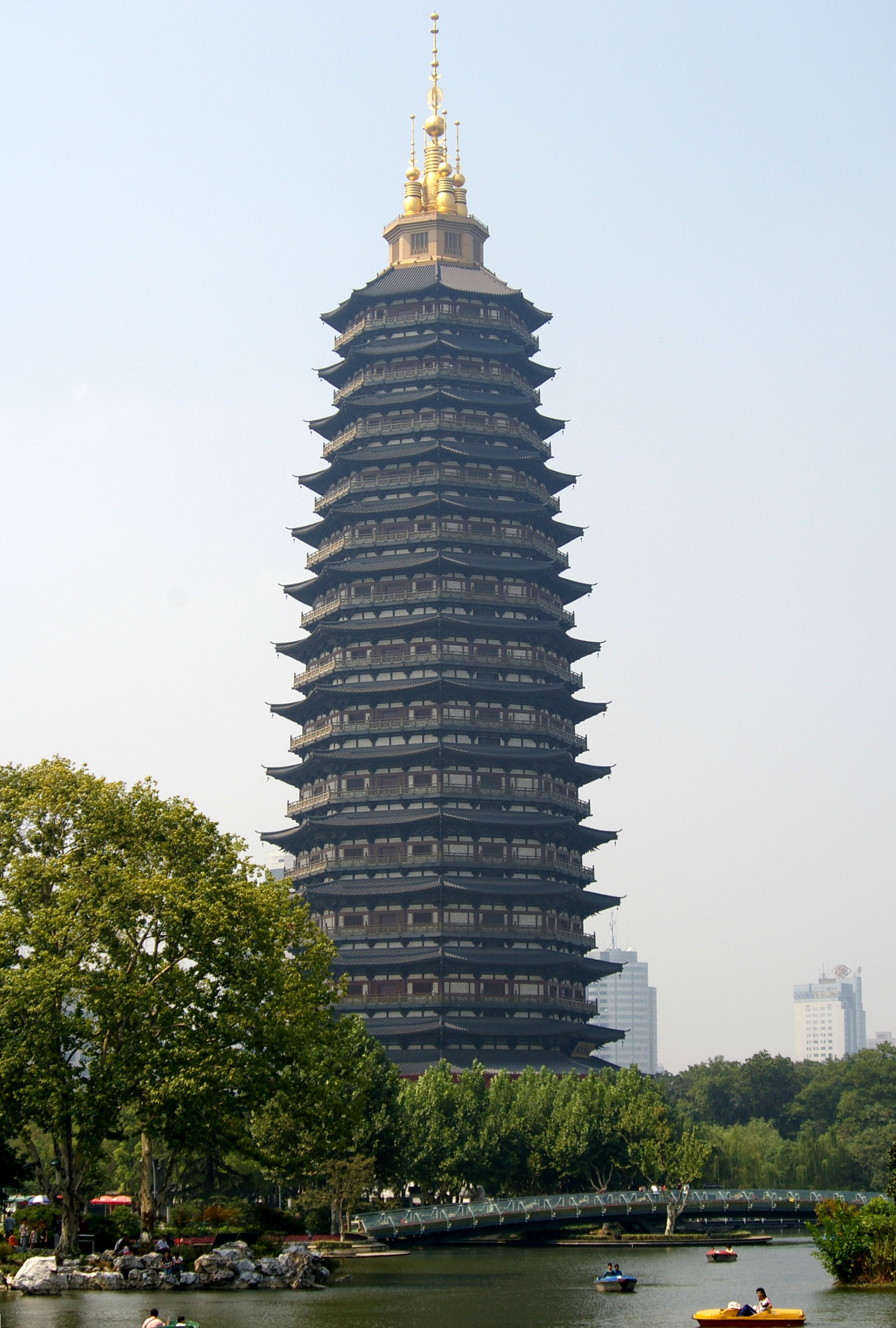
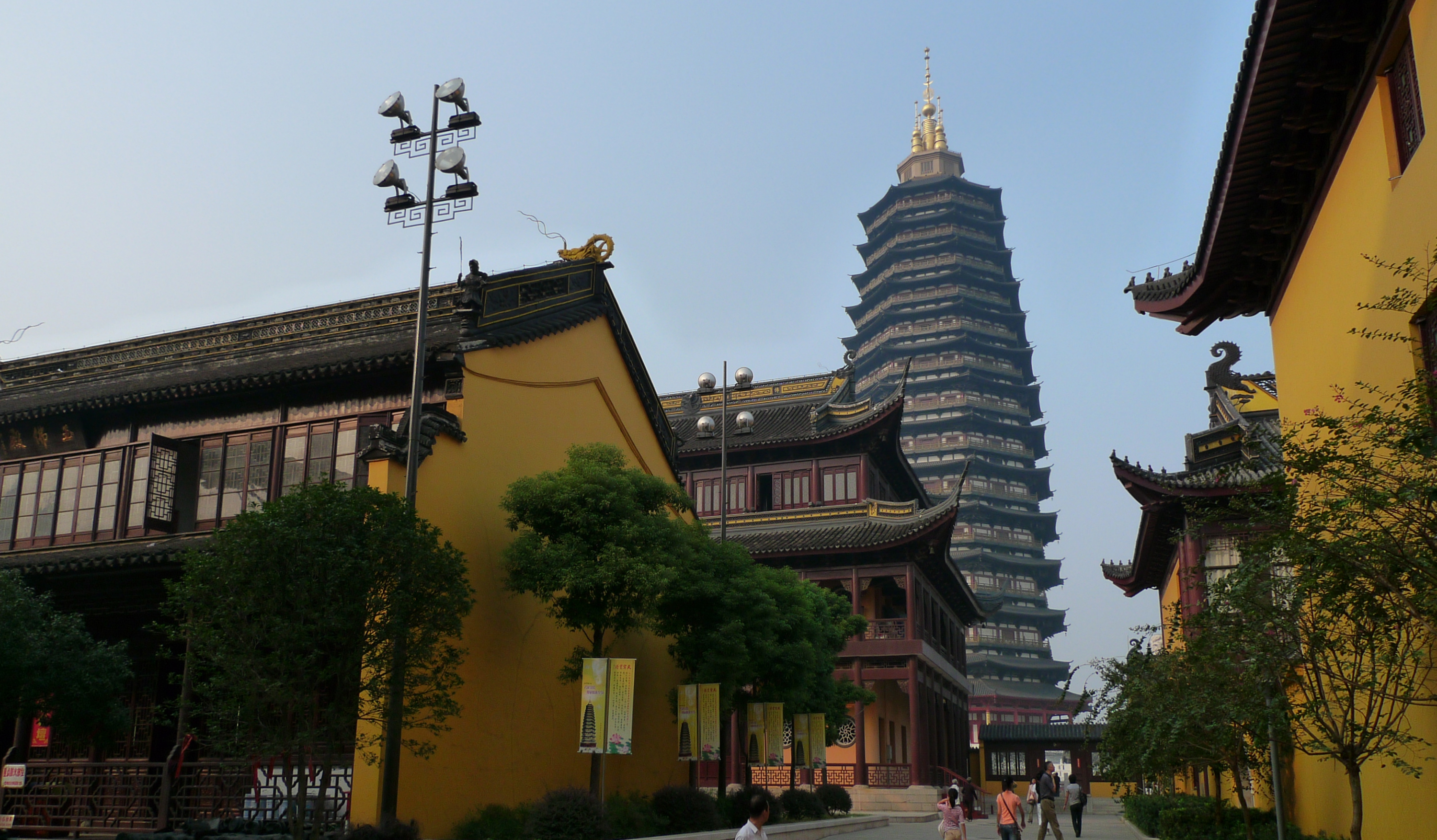